# Nova Palmira
Nova Palmira é um povoado (aglomerado rural) do município brasileiro de General Salgado, no interior do estado de São Paulo.

## Geografia

### Demografia

#### População urbana
| Crescimento população urbana | Crescimento população urbana | Crescimento população urbana | Crescimento população urbana |
| Censo                        | Pop.                         |                              | %±                           |
| ---------------------------- | ---------------------------- | ---------------------------- | ---------------------------- |
| 1991                         | 144                          |                              | —                            |
| 2000                         | 136                          |                              | −5,6%                        |
| 2010                         | 183                          |                              | 34,6%                        |
| Fonte: IBGE e Fundação SEADE |                              |                              |                              |

Até o Censo 2010 (IBGE) Nova Palmira era classificado pelo IBGE como aglomerado rural.

### Rodovias
O principal acesso ao povoado é a estrada vicinal General Salgado - Nova Castilho.

## Serviços públicos

### Saneamento
O serviço de abastecimento de água é feito pela Companhia de Saneamento Básico do Estado de São Paulo (SABESP).

### Energia
A responsável pelo abastecimento de energia elétrica é a Neoenergia Elektro, antiga CESP.

### Telecomunicações
O povoado era atendido pela Telecomunicações de São Paulo (TELESP), que inaugurou a central telefônica utilizada até os dias atuais. Em 1998 esta empresa foi vendida para a Telefônica, que em 2012 adotou a marca Vivo para suas operações.

## Religião
O Cristianismo se faz presente no povoado da seguinte forma:

### Igreja Católica
- A igreja faz parte da Diocese de Jales[11].

### Igrejas Evangélicas
- Congregação Cristã no Brasil[12].